# Band from TV
Band from TV er et coverband fra USA, hvor overskuddet går til velgørende formål. Medlemmerne består af amerikansk tv-skuespillere, der donerer deres deltagelse til formålet. Idémager og grundlægger er Greg Grunberg.

## Nuværende medlemmer
- Greg Grunberg
- James Denton – Guitar
- Jesse Spencer – Violin
- Bob Guiney – Sang
- Adrian Pasdar – Guitar
- Scott Grimes – Keyboard
- Hugh Laurie – Keyboard, sang